# Litigio estratégico

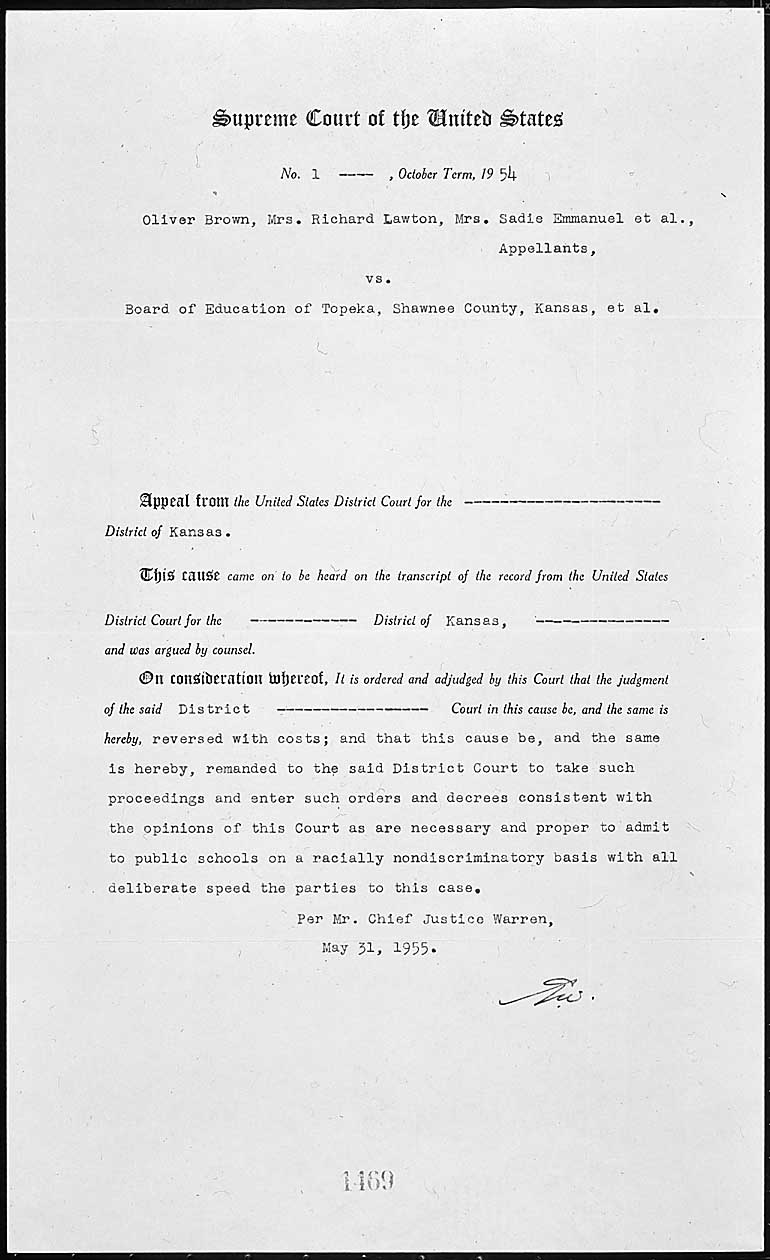
La primera página de la sentencia de la Corte Suprema de Estados Unidos en el caso Brown contra el Consejo de Educación, la "madre de todos los litigios de impacto".

Un litigio estratégico, también conocido como litigio de impacto, es la práctica de presentar demandas destinadas a generar cambios sociales. Los casos de litigios de impacto pueden ser demandas colectivas o reclamos individuales con una importancia más amplia, y pueden basarse en argumentos de derecho estatutario o en reclamos constitucionales. Este tipo de litigios se han utilizado ampliamente y con éxito para influir en las políticas públicas, especialmente por parte de grupos de izquierda, y a menudo atraen una importante atención de los medios de comunicación. Un ejemplo destacado de esta práctica es el caso Brown contra el Concejo de Educación.

## Historia
A finales del siglo XIX y principios del XX, la Unión Estadounidense por las Libertades Civiles y la Asociación Nacional para el Progreso de las Personas de Color (a veces a través de su Fondo de Defensa Legal) emprendieron acciones legales para promover y proteger los derechos civiles en los Estados Unidos. La ACLU siguió una estrategia fundamentalmente "defensiva", combatiendo violaciones individuales de derechos cuando las identificaba. La NAACP, por el contrario, desarrolló un plan más coordinado para presentar activamente demandas para desafiar la discriminación, conocido como litigio "afirmativo" o "estratégico". El modelo de la NAACP se convirtió en el patrón para las estrategias de "litigio de impacto", que aplicaron tácticas similares en contextos distintos a la discriminación racial.
Entre los casos importantes de litigio de impacto temprano se incluyen Brown contra el Concejo de Educación y Roe contra Wade. Brown, una decisión de 1954 sobre la desegregación escolar en Estados Unidos, fue cuidadosamente preparada por Thurgood Marshall y otros abogados de la NAACP para que el eventual fallo de la Corte Suprema invalidara la discriminación racial oficial en todo el gobierno de Estados Unidos. Desde entonces, muchos casos lo han imitado de cerca, en el marco de la búsqueda de mayores protecciones para otros grupos desfavorecidos.

## Alcance
Los litigios de impacto han desempeñado un papel importante en el desarrollo de la desegregación estadounidense, los derechos de las mujeres, el aborto, la política de regulación del tabaco y el matrimonio entre personas del mismo sexo.
Desde la década de 1980, los litigios de impacto se han utilizado para buscar la reforma de la ley de bienestar infantil de los Estados Unidos, siguiendo trabajos anteriores que involucraron a los tribunales en reformas de cárceles y hospitales psiquiátricos, y en la desegregación escolar.
En Nigeria también se han utilizado litigios de impacto estratégico, entre otras cosas, para impulsar condenas de autores de brutalidad policial y para derrotar ataques legales a la libertad de prensa.
En algunas jurisdicciones donde los abogados tienen prohibido presentar demandas colectivas, los ciudadanos han presentado casos de "litigios de impacto de base" y han representado con éxito sus propios reclamos.

## Debate
Los litigios de impacto han sido criticados por juristas y políticos sobre la base de la legitimidad y competencia judicial.
El argumento de legitimidad sostiene que, en países con una separación constitucional de poderes, los cambios sociales deben ser promulgados por órganos elegidos democráticamente y están fuera del ámbito de competencia de los jueces individuales. El argumento de la competencia sostiene que las limitaciones institucionales sobre la cantidad y calidad de la información que puede ponerse a disposición en un proceso judicial hacen que los tribunales estén mal preparados para manejar cuestiones políticas complejas. Otra versión de este argumento señala que los tribunales están limitados en el alcance de sus respuestas, en relación con los órganos legislativos.